# Babiana villosa
Babiana villosa és una espècie de planta perenne de la família de les iridàcies endèmica del sud d'Àfrica, en concret del sud-oest del Cap, típica de les zones del fynbos. És una espectacular planta de flors vermelles que amb cura creix molt bé en cultiu i s'adapta als recipients profunds, jardineres, llits elevats i rocalles. Segons la Red List of South African Plants, es troba en estat de quasi amenaçada (Near Threatened en anglès) degut a la gran pèrdua d'hàbitat que resulta de l'ampliació dels cultius, sobretot de l'oliva o de la vinya. El nom genèric Babiana deriva del mot germànic baviaantje el qual significa "petit babuí". El nom al·ludeix a les observacions fetes pels primers colons al Cap els quals es van adonar que la majoria dels babuïns locals Papio ursinus del sud eren molt parcials als seus corms. El botànic britànic JB Ker Gawler va establir formalment el gènere Babiana quan va descriure B. plicata Ker Gawl. (Ara B. fragrans), l'espècie tipus, en la revista botànica de Curtis en 1802. L'epítet específic villosa fa referència als pèls suaus i curts que vesteixen les superfícies de les fulles.

## Morfologia
Aquesta planta que durant l'hivern creix i a l'estiu "dorm" o està inactiva, pot arribar fins als 20 cm d'alçada. Té un corm profund envoltat per diverses capes de túniques exteriors fibroses esteses en un coll prominent. Presenta de 5 a 6 fulles grans, prisades, en forma de llança i que estan cobertes de pèls suaus curts. La tija de la flor té una coberta densa de pèls i té un o dos branques. Les flors tenen un periant tubulars molt estrets i són actinomorfes (divisible en dues meitats iguals en qualsevol pla) i els tèpals varien de color vermell o rosat en ombra o a la llum. Tenen grans anteres prominents de color porpra fosc o negres. La floració té lloc des de finals d'agost fins a finals de setembre i les flors només s'obren completament en dies encara calents. La fruita madura és una càpsula de llavors seques que es divideix longitudinalment, el que permet la dispersió de les nombroses llavors marró fosc i irregulars.

## Distribució i hàbitat
Babiana villosa és un endemisme del sud d'Àfrica. Actualment la majoria de les poblacions estan fora dels límits de les reserves naturals i sobreviuen principalment a les butxaques fragmentades del renosterveld i a les terres agrícoles de propietat privada.
És endèmica del bioma fynbos i es produeix en pisos, turons i vessants de les muntanyes de Malmesbury a Tulbagh, Wolseley i Wellington al sud-oest del Cap. S'ha tornat rara a Malmesbury i ara es troba més comunament al voltant Tulbagh i Wolseley al riu Breede Alt Valle. Creix en sòls argilosos, pedregosos fèrtils en la vegetació del Breede Shale Renosterveld, sovint en associació amb altres geòfits de floració primaveral incloent Geissorhiza erosa de flors vermelles, l'orquídia de color rosa Satyrium erectum i la flor de formes blaves Lachenalia unifolia.